# Venezillo berlandi
Venezillo berlandi là một loài chân đều trong họ Armadillidae. Loài này được Paulian de Felice miêu tả khoa học năm 1940.